# Departamento Ramón Lista
Ramón Lista es un departamento de la provincia de Formosa, Argentina. Toma su nombre del militar y explorador Ramón Lista.
Tiene una superficie de 3.800 km² y limita al norte con la república de Paraguay, al este con el departamento de Bermejo, al sur con el departamento de Matacos, y al oeste con la provincia de Salta.

## Localidades
La mayor parte de la población habita en zonas rurales, con alta dispersión. El resto se agrupa en la ciudad de El Portillo y otros dos pequeños núcleos de carácter rural.
| Cabecera (Población 2010) | Ciudades (Población 2010) | Otras localidades (Población 2010) |
| ------------------------- | ------------------------- | ---------------------------------- |
| El Chorro (1902 hab.)     | El Potrillo (3371 hab.)   | El Quebracho (415 hab.)            |

## Demografía
El censo nacional de 1947 registró por primera vez la población del departamento Pilcomayo, —entonces dentro de la jurisdicción del territorio nacional de Formosa—, que ascendía a 714 habitantes. El siguiente censo nacional se realizó en 1960 y relevó una población de 1997 habitantes, en su totalidad de carácter rural. Diez años después, el censo de 1970 relevó una población de 1747 habitantes, sin que aún se hubiera registrado población urbana. En 1980 no se registró ningún núcleo urbano, considerando como tal aquel que superara una población de 1000 habitantes..
Cuenta con 17 729 habitantes (Indec, 2022), lo que representa un incremento promedio anual del 2.2% frente a los 13,754 habitantes (Indec, 2010) del censo anterior. La mediana de edad se estableció en 20 años.
| Gráfica de evolución demográfica de Departamento Ramón Lista entre 1991 y 2022 |
|                                                                                |
| Fuente: Censos nacionales del INDEC                                            |

### Pueblos originarios
El Instituto de Comunidades Aborígenes informó en 2001 los resultados de un relevamiento según el cual habitaban el departamento Ramón Lista 7084 wichís, sin que se registrara la presencia de otros grupos étnicos.

## Economía
Con el objetivo de planificar y promover la producción, se establecieron 8 áreas productivas en la provincia de Formosa. El departamento Ramón Lista pertenece al área productiva Extremo Oeste, caracterizada por un sub-húmedo-seco.
La actividad productiva más relevante es la extracción de gas y petróleo. Se practica la agricultura bajo riego y la ganadería extensiva, especialmente de caprinos.